# 856
| 856                |
| ------------------ |
| Dødsfald - Fødsler |
|                    |

| Gregoriansk kalender | 856 DCCCLVI             |
| Ab urbe condita      | 1609                    |
| Armensk kalender     | 305 ԹՎ ՅԵ               |
| Kinesiske kalender   | 3552 – 3553 乙亥 – 丙子 |
| Etiopisk kalender    | 848 – 849               |
| Jødisk kalender      | 4616 – 4617             |
| Hindukalendere       |                         |
| - Vikram Samvat      | 911 – 912               |
| - Shaka Samvat       | 778 – 779               |
| - Kali Yuga          | 3957 – 3958             |
| Iransk kalender      | 234 – 235               |
| Islamisk kalender    | 241 – 242               |

Se også 856 (tal)